# Ferroselite
La ferroselite è un minerale appartenente al gruppo della marcasite.
Nel 2009 si è appurato che la hastite è in realtà ferroselite.